# Maurice Baudier
 (janvier 2018).
Maurice Baudier (parfois orthographié à tort Maurice Beaudier), né le 22 juillet 1897 à Avallon dans l'Yonne et mort le 21 mars 1932 dans le 6e arrondissement de Paris,, était un footballeur français évoluant au poste de gardien de but. Il est sélectionné en équipe de France A à trois reprises.
Il est le père de Jacques Baudier, aussi connu sous le nom de Jacky Baudier, né en 1921 à Paris, mort en 2018, fondateur de l'ESVE Pacy Menilles Basket et  l'ESVE Athlétisme Pacy-sur-Eure, plusieurs fois médaillé vétéran.

## Biographie

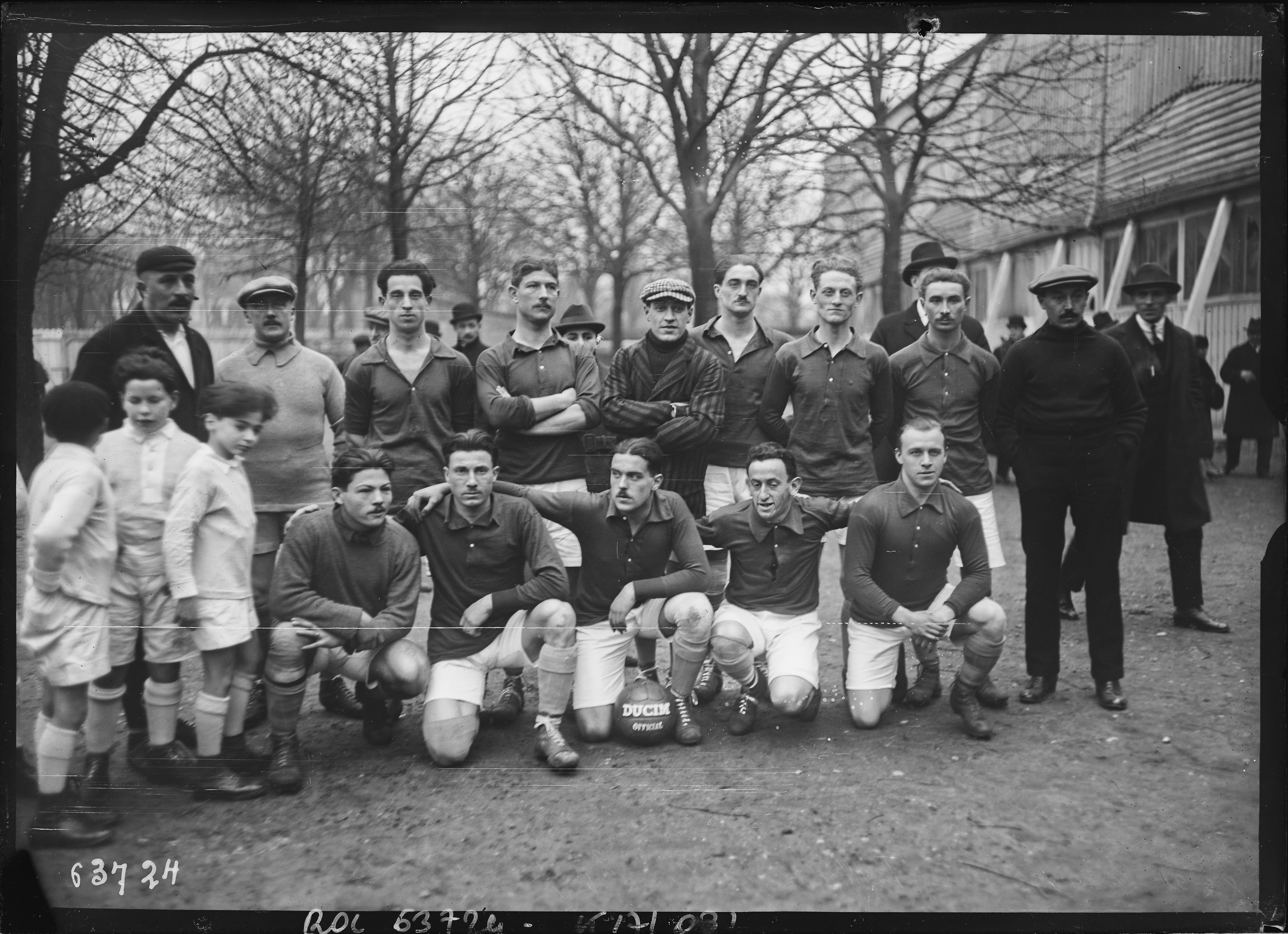
Équipe de France en 1921, au Parc des Princes, Maurice Baudier est debout au centre avec la casquette.

Dès 1915, il joue au C.A.P., le Cercle athlétique de Paris. 
À 20 ans, pendant la Première Guerre mondiale, Maurice Baudier est intoxiqué par les gaz de tranchées et est invalide à 20 % aux poumons et reçoit la Croix de Guerre pour son courage. Après la guerre, il se fait remarquer au Cercle athlétique de Paris pour sa vivacité. Il compte trois sélections en équipe de France A en 1921 alors qu'il est sociétaire du CA Paris.
Gardien de petite taille (1,61 m), Maurice Baudier honore sa première sélection le 8 février 1921 face à l'équipe d'Irlande amateurs au Parc des Princes, rencontre terminée sur le score de 1-2. Il joue ensuite face à l'Italie (1-2) puis contre la Belgique le 6 mars 1921 à Bruxelles (victoire belge 3-1). 
ll laisse sa place en sélection à Maurice Cottenet, déjà sélectionné deux fois en 1920. 
Peu à peu ses problèmes de santé le rattrape, il meurt à l'âge de 34 ans.

## Citation
« Maurice Beaudier qui garda les buts de l'Equipe de France est mort. Maurice Beaudier, qui fut un des meilleurs gardiens de but que la France ait eus vient de mourir à l'hôpital. De petite taille, il était vraiment remarquable sur des shots à ras de terre et il fit dans l'équipe de France quelques matches transcendants. » (Paris-soir, 4 avril 1932)

## Sources
- Guide Football 54' de L'Équipe, p.103.
- M. Oreggia et JM et P. Cazal, L'intégrale de l'équipe de France de football (1904-1998), Paris, First édition, 1998, p.43-44 et p. 403